# Ăn trái cây

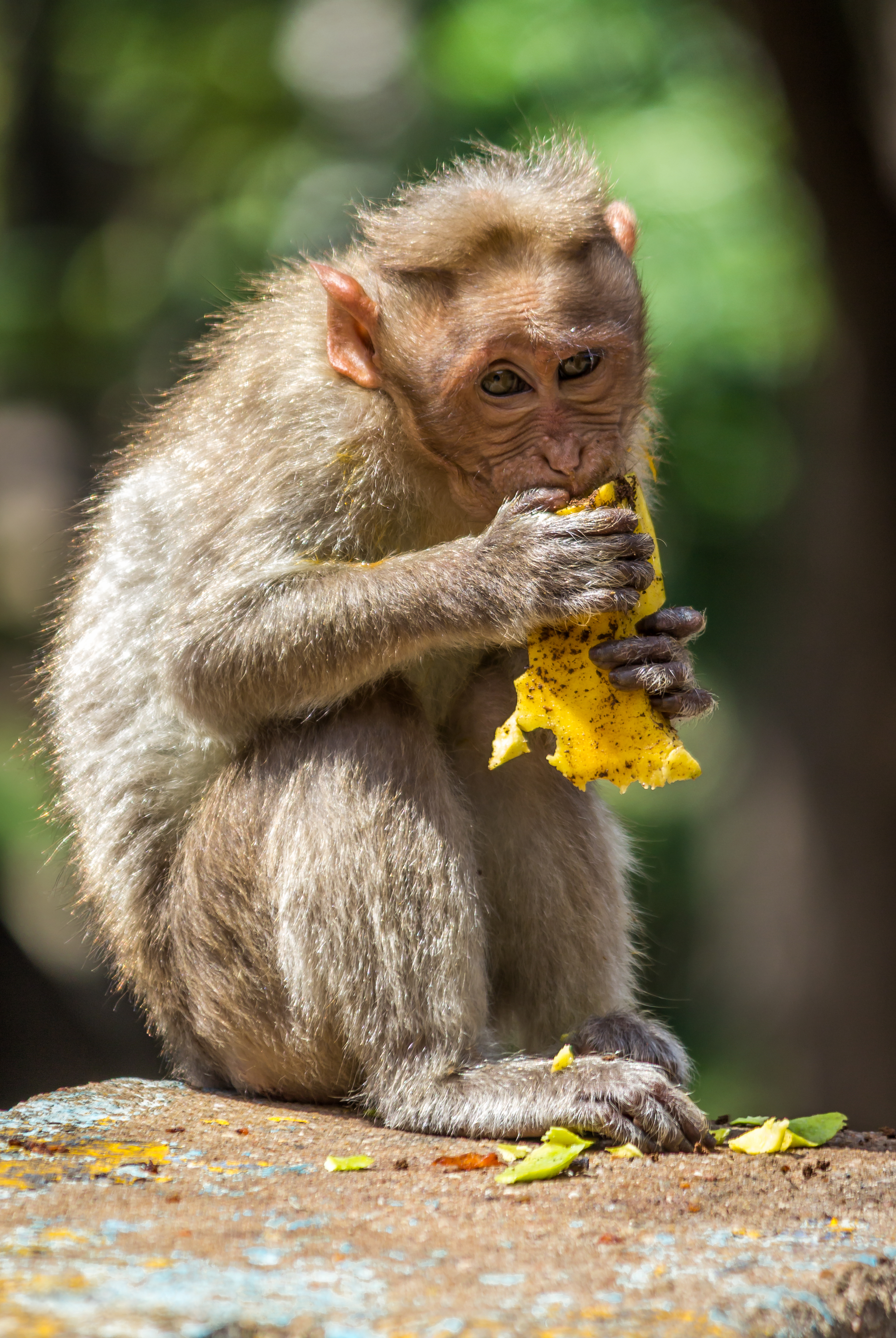
Một con khỉ đang ăn chuối

Ăn trái cây hay ăn hoa quả (thuật ngữ Latin: Frugivore) là bất kỳ loại động vật ăn cỏ hay ăn tạp nào xem trái cây là một loại thức ăn ưa thích trong chế độ ăn của mình. Khoảng 20% động vật ăn cỏ có vú là động vật ăn trái cây, việc này được coi là phổ biến ở động vật có vú. Những động vật ăn trái cây ăn một lượng lớn trái cây, chúng phụ thuộc rất nhiều vào sự phong phú và thành phần dinh dưỡng của trái cây. Nhóm động vật ăn trái cây hay nhóm ăn quả có thể kể đến là đười ươi, khỉ, voọc mũi hếch, vượn đen họ cáo có túi, chuột sóc, nhím. Thực tế không nhiều động vật thuần túy chỉ ăn trái cây vì nhiều loại trái cây đâm hoa kết trái theo mùa, lúc trái mùa không có quả thì chúng phải bổ sung lá, hoa, cỏ trong thực đơn của mình.

## Các loài

### Linh trưởng
Đười ươi ăn 5 kg rau củ quả mỗi ngày, chúng luôn ưu tiên ăn trái cây. Đười ươi ăn trái cây trong rừng, ngoài ra cũng ăn lá vỏ cây mối và kiến. Trước khi ăn nó thường nếm thử. Khỉ Cựu thế giới có túi má lớn, túi má giúp họ ăn nhanh chóng và lưu trữ thức ăn và nuốt nó sau này. Khỉ rất thích ăn chuối, nếu phải chọn giữa các loại hoa quả, khỉ sẽ chọn chuối. Nguyên nhân là bởi chuối thường mọc tại các khu rừng nóng và ẩm ướt là môi trường sống của khỉ, chuối có màu vàng khá bắt mắt, lại đem lại nguồn dinh dưỡng lớn. Khỉ ăn chuối nhưng nó không ăn phần của vỏ chuối, khỉ lại nổi tiếng vì ăn nhanh, chúng có thể xơi một loáng hết 50 quả chuối.
Tại Thảo Cầm Viên Sài Gòn, khỉ có khẩu phần thức ăn gồm cam, chuối, đu đủ, cà rốt, cà chua, hành tây, củ đậu, lạc và trứng gà luộc, bánh, bánh mì, cơm. Khi nuôi nhốt, tùy vào lịch trong tuần mà sẽ bổ sung trái cây tráng miệng theo mùa cho khỉ như chuối, táo, lê, dưa hấu. Những quả chuối ngọt từ khách qua đường chỉ chiếm một phần rất nhỏ trong việc hình thành vùng có nhiều hoa thơm trái ngọt của đàn khỉ ở núi Lớn. Đa phần, trái cây nuôi đàn khỉ xuất phát từ đồ cúng dường và lễ Phật của khách thập phương, chúng hay quậy phá, lấy cắp trái cây.
Vượn đen má trắng (Nomascus leucogenys) có thành phần thức ăn và thức ăn ưa thích ghi nhận được 47 loại thức ăn, bao gồm 18 loại quả cây trồng, các loại trái cây được loài này tiêu thụ gồm: chuối chín các loại, xoài chín các loại, dưa hấu chín, thanh long chín, chôm chôm, cam, quýt, táo tàu, lê, dứa, bưởi, đu đủ, na, mận, táo xanh, đào, nho. Vượn này tỏ ra rất thích ăn 12 loại quả cây. Khi đưa khay hoa quả vào, chúng thường chọn những loại ưa thích như chuối, nho, chôm chôm ăn hết trước, những loại khác chúng chỉ ăn một ít rồi vứt xuống sàn. Khi nào thấy đói chúng mới nhặt những thức ăn đó để ăn.

### Con người

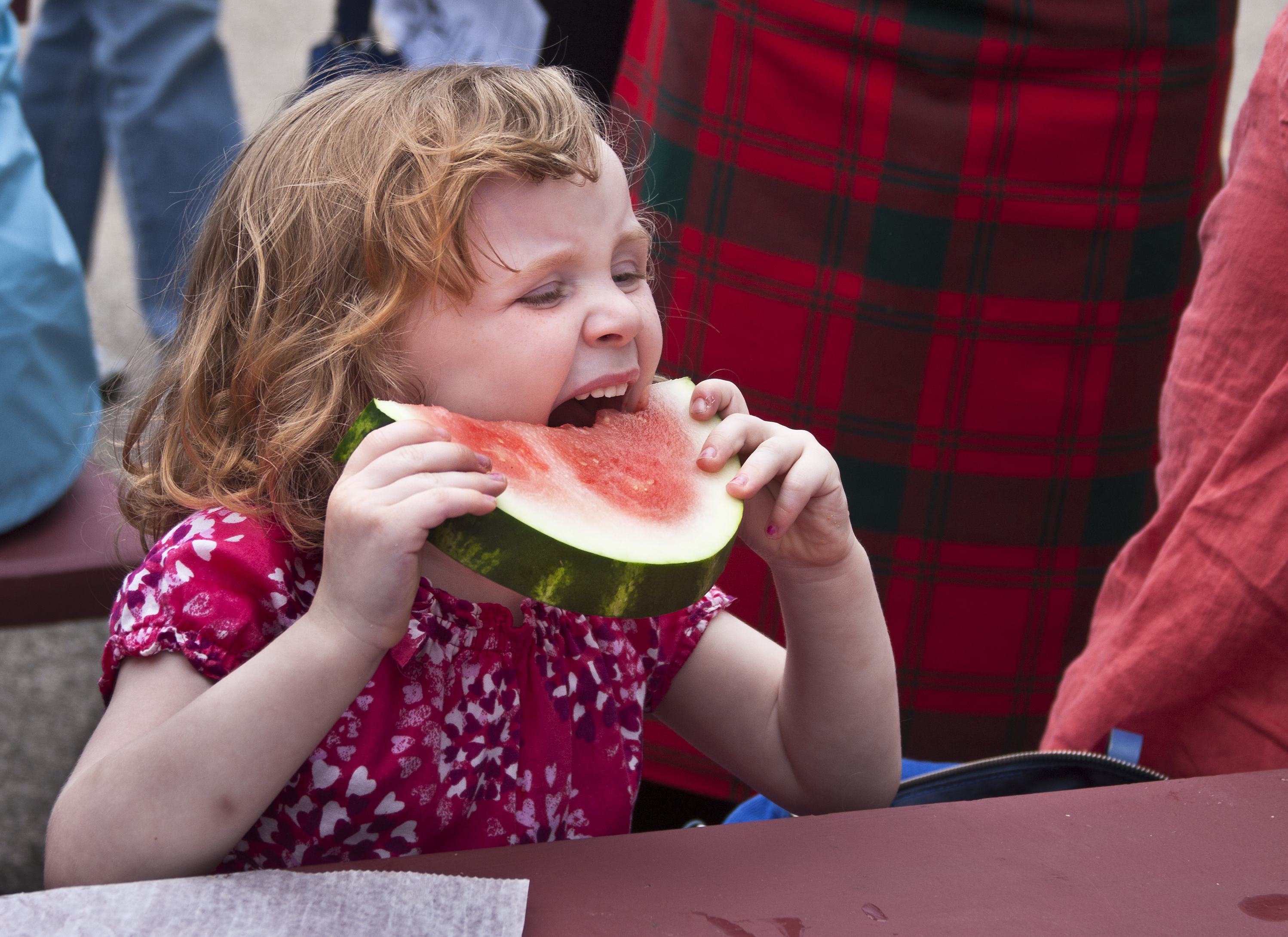
Một em bé đang ăn dưa hấu

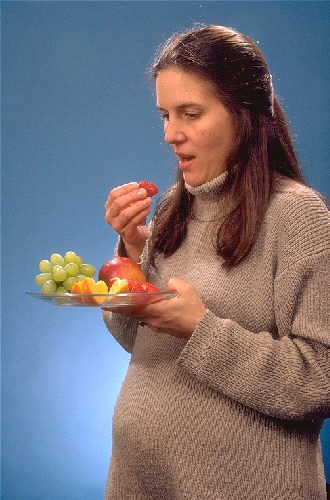
Một thai phụ đang ăn trái cây

Hoa quả nhìn chung tốt cho sức khỏe, khi ăn 5 khẩu phần trái cây mỗi ngày giúp chống lại cảm lạnh thông thường vì trái cây là một trong những cách để tăng khả năng miễn dịch, chúng cung cấp một số lượng tốt của vitamin, khoáng chất và chất chống oxy hóa, giúp chống cảm lạnh. Các loại trái cây giàu vitamin C như cam, chanh, dâu tây và chanh ngọt có lợi cho điều trị cảm lạnh, các loại trái cây như táo, lê và dưa hấu có nhiều chất xơ tốt cho cơ thể, chúng giúp trong việc tăng cường hệ thống miễn dịch. Hoa quả còn có vị ngọt, mát. Ăn hoa quả rất tốt cho trẻ sơ sinh và trẻ nhỏ các loại trái cây tốt cho bà mẹ như cam, bưởi, táo, chanh, nhãn, vải, dứa.
Đa số các loại trái cây sẽ đạt được hương vị ngon nhất khi chín muồi (nhưng chưa chín rục), nhất là những loại có mủ. Tuy nhiên, nếu trái cây đã chín rục, thâm đen hay lên men rượu rồi thì thành phần chất dinh dưỡng có thể thay đổi, chỉ nên ăn khi màu, mùi, vị còn tốt. Ăn hoa quả tráng miệng đã trở thành thói quen của nhiều gia đình. Trái cây có lợi cho sức khỏe, nhưng thời điểm ăn cũng là yếu tố quyết định. Ăn hoa quả không đúng cách sẽ không thể hấp thụ được hết các chất dinh dưỡng có trong hoa quả, làm thất thoát một lượng lớn vitamin.
Quy tắc chung khi ăn hoa quả là "mùa nào thức nấy". Ngoài những loại hoa quả có quanh năm, không nên cố ép mua hoa quả trái mùa. Những loại hoa quả trái mùa thường nhiều khả năng có chứa thuốc chín ép, được ngâm tẩm hoá chất không tốt. Ăn trái cây đúng mùa sẽ có được những quả to, chín ngọt tự nhiên hơn là trái cây chín ép. Khi ăn thì gọt vỏ hoa quả, những vitamin có trong loại thực phẩm này sẽ càng dễ dàng bay hơi do vỏ ngoài bảo vệ đã không còn, diện tích tiếp xúc của thịt hoa quả với không khí càng lớn, gọt vỏ, cắt miếng trái cây để lâu sẽ làm cho quá trình oxy hóa và nhiễm khuẩn trái cây nhanh và dễ hơn.
Nhiều người có thói quen ăn hoa quả sau bữa ăn và làm món tráng miệng. Tuy nhiên, thói quen này có ảnh hưởng không tốt cho sức khỏe. Thời gian tốt nhất để ăn hoa quả là vào buổi sáng lúc bụng đói hoặc giữa các bữa ăn như giữa bữa ăn sáng và bữa ăn trưa hoặc giữa bữa trưa và bữa ăn tối. Ăn hoa quả sau bữa cơm sẽ gây rối loạn tiêu hóa, dễ dẫn đến việc tăng cân hoặc phát sinh bệnh béo phì. Với những người thừa cân béo phì nên ăn hoa quả trước bữa cơm để giảm lượng cơm, thức ăn, uống nước sau khi ăn trái cây giúp trung hòa axit khi ăn các loại quả có vị chua.
Hoa quả vốn là loại thức ăn tiêu hóa nhanh sẽ chịu ảnh hưởng của chất bột, protein và chất béo là những chất tiêu hóa chậm. Nếu hoa quả cũng bị chặn lại và lưu lại trong dạ dày cùng với các chất đó thì thành phẩn chủ yếu của hoa quả là đường sẽ phát sinh phản ứng lên men dưới nhiệt độ cao trong dạ dày, tạo ra cồn và độc tố, làm xuất hiện các triệu chứng như đầy bụng, khó tiêu, táo bón, gây ảnh ưởng không tốt cho đường tiêu hóa, dẫn đến các chứng bệnh như đau bụng, tiêu chảy, táo bón làm tăng thêm gánh nặng cho dạ dày.
Trong thành phần trái cây có chứa một số lượng lớn các loại axit, đường, glucose, fructose, tinh bột càng làm tăng thêm sự lưu trệ tại cơ quan tiêu hóa. Trong hoa quả có chứa hợp chất xeton, nếu như bị ngăn cách trong dạ dày mà không thể kịp thời tiêu hóa hấp thụ vào ruột non, hoa quả sẽ nhờ tác dụng của vi khuẩn trong dạ dày chuyển hóa thành axits gốc OH2, hơn nữa trong rau tươi được hấp thụ vào có chứa nhiều muối axit sunphuric, do tác dụng của hai hợp chất hóa học này, sẽ gây rối loạn tuyến giáp trạng, dẫn đến sưng phù tuyến giáp trạng điển hình.
Không nên cho trẻ em ăn hoa quả trước bữa ăn do dạ dày trẻ tương đối nhỏ. Nếu ăn hoa quả trước bữa ăn, lượng hoa quả này sẽ chiếm một không gian nhất định trong dạ dày, ảnh hưởng đến sự hấp thụ dinh dưỡng của bữa ăn sau đó. Hoa quả chứa các loại đường đơn, dễ hấp thụ nhưng nếu đã bị ứ đọng trong dạ dày, nó sẽ hình thành khí, dẫn đến táo bón. Vì vậy sau bữa ăn cũng không nên cho trẻ ăn hoa quả ngay lập tức. Thời gian tốt nhất để ăn hoa quả chính là giữa các bữa ăn hoặc sau một giấc ngủ ngắn. Mỗi lần ăn từ 50-100gram là được, tuỳ theo độ tuổi và khả năng tiêu hoá, có thể cho uống nước hoa quả xay hoặc hoa quả cắt miếng.

## Tham khảo

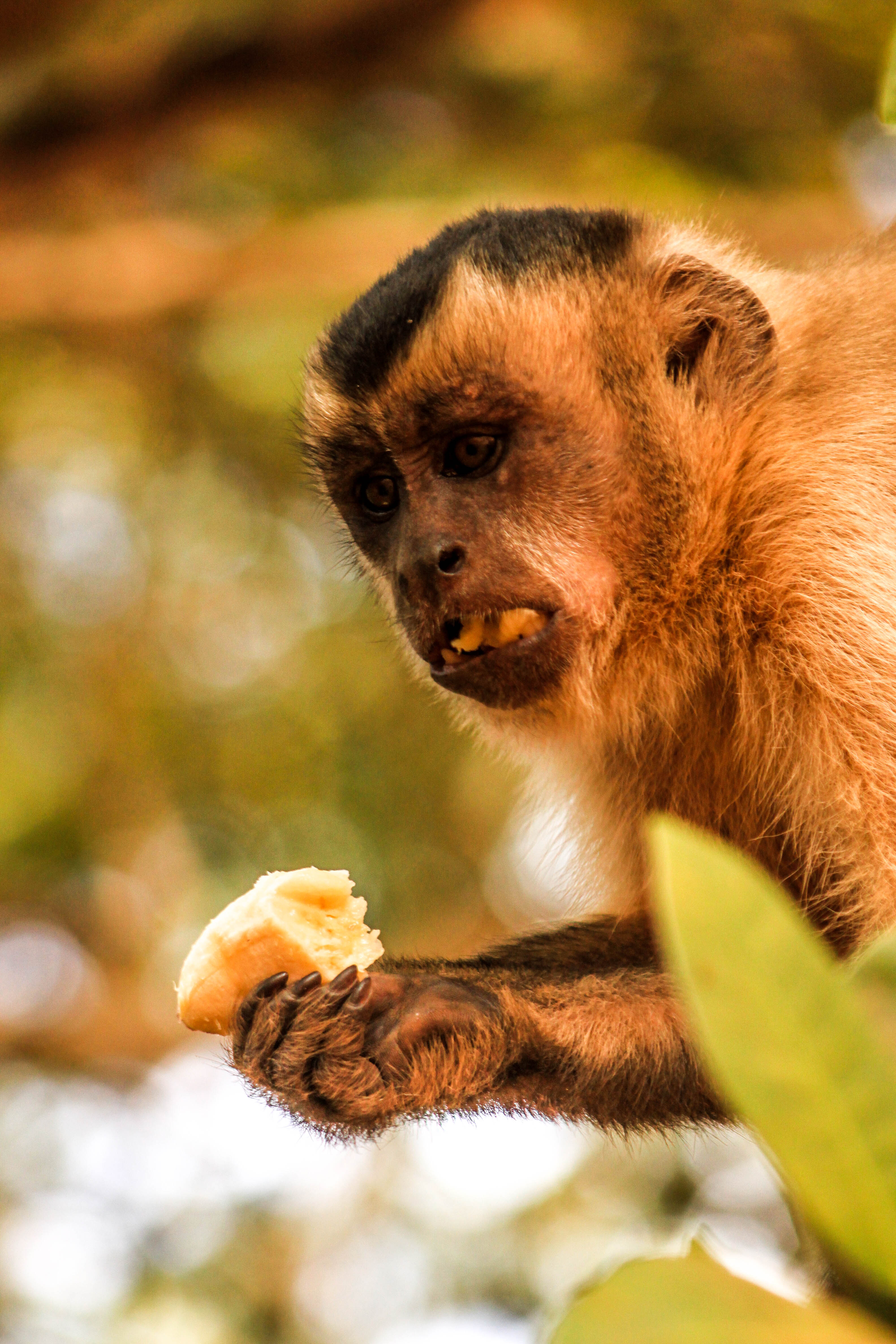
Một con khỉ mũ đang ăn chuối